# Joshua King
Joshua Christian Kojo King (* 15. ledna 1992 Oslo) je norský profesionální fotbalista, který hraje na pozici útočníka či křídelníka za turecký klub Fenerbahçe SK a za norský národní tým.

## Klubová kariéra
King je odchovanec Manchesteru United, do jehož akademie se přesunul z klubu Vålerenga z norského hlavního města v roce 2008. Po hostování v Prestonu North End, německé Borussii Mönchengladbach, Hullu City a Blackburnu Rovers přestoupil v lednu 2013 na trvalo do Blackburnu a poté v květnu 2015 přešel do AFC Bournemouth. V únoru 2021, v posledním dni zimního přestupového období, se vrátil do Premier League kde půl sezóny oblékal dres Evertonu. V létě 2021 podepsal smlouvu ve Watfordu jako volný hráč.

## Reprezentační kariéra
Poté, co reprezentoval Norsko na úrovních do 15 let, do 16 let, do 18 let, do 19 let a do 21 let, debutoval King v seniorské reprezentaci v roce 2012 v zápase proti Islandu a o rok později vstřelil svůj první reprezentační gól, a to do sítě Kypru.

## Statistiky

### Klubové
K 25. září 2021
| Klub                             | Sezóna  | Liga           | Liga   | Liga | Národní pohár | Národní pohár | Ligový pohár | Ligový pohár | Evropské poháry | Evropské poháry | Celkem | Celkem |
| Klub                             | Sezóna  | Liga           | Zápasy | Góly | Zápasy        | Góly          | Zápasy       | Góly         | Zápasy          | Góly            | Zápasy | Góly   |
| -------------------------------- | ------- | -------------- | ------ | ---- | ------------- | ------------- | ------------ | ------------ | --------------- | --------------- | ------ | ------ |
| Manchester United                | 2009/10 | Premier League | 0      | 0    | 0             | 0             | 1            | 0            | 0               | 0               | 1      | 0      |
| Manchester United                | 2010/11 | Premier League | 0      | 0    | 0             | 0             | —            | —            | 0               | 0               | 0      | 0      |
| Manchester United                | 2011/12 | Premier League | 0      | 0    | —             | —             | 0            | 0            | 0               | 0               | 0      | 0      |
| Manchester United                | 2012/13 | Premier League | 0      | 0    | —             | —             | 0            | 0            | 1               | 0               | 1      | 0      |
| Manchester United                | Celkem  | Celkem         | 0      | 0    | 0             | 0             | 1            | 0            | 1               | 0               | 2      | 0      |
| Preston North End (host.)        | 2010/11 | Championship   | 8      | 0    | —             | —             | 2            | 1            | —               | —               | 10     | 1      |
| Borussia Mönchengladbach (host.) | 2011/12 | Bundesliga     | 2      | 0    | 0             | 0             | —            | —            | —               | —               | 2      | 0      |
| Hull City (host.)                | 2011/12 | Championship   | 18     | 1    | 1             | 0             | —            | —            | —               | —               | 19     | 1      |
| Blackburn Rovers                 | 2012/13 | Championship   | 16     | 2    | 4             | 0             | —            | —            | —               | —               | 20     | 2      |
| Blackburn Rovers                 | 2013/14 | Championship   | 32     | 2    | 2             | 0             | 1            | 0            | —               | —               | 35     | 2      |
| Blackburn Rovers                 | 2014/15 | Championship   | 16     | 1    | 2             | 3             | 1            | 0            | —               | —               | 19     | 4      |
| Blackburn Rovers                 | Celkem  | Celkem         | 64     | 5    | 8             | 3             | 2            | 0            | —               | —               | 74     | 8      |
| AFC Bournemouth                  | 2015/16 | Premier League | 31     | 6    | 2             | 1             | 2            | 0            | —               | —               | 35     | 7      |
| AFC Bournemouth                  | 2016/17 | Premier League | 36     | 16   | 0             | 0             | 0            | 0            | —               | —               | 36     | 16     |
| AFC Bournemouth                  | 2017/18 | Premier League | 33     | 8    | 0             | 0             | 1            | 1            | —               | —               | 34     | 9      |
| AFC Bournemouth                  | 2018/19 | Premier League | 35     | 12   | 0             | 0             | 3            | 0            | —               | —               | 38     | 12     |
| AFC Bournemouth                  | 2019/20 | Premier League | 26     | 6    | 0             | 0             | 1            | 0            | —               | —               | 27     | 6      |
| AFC Bournemouth                  | 2020/21 | Championship   | 12     | 0    | 2             | 3             | 0            | 0            | —               | —               | 14     | 3      |
| AFC Bournemouth                  | Celkem  | Celkem         | 173    | 48   | 4             | 4             | 7            | 1            | —               | —               | 184    | 53     |
| Everton                          | 2020/21 | Premier League | 11     | 0    | 0             | 0             | 0            | 0            | —               | —               | 11     | 0      |
| Watford                          | 2021/22 | Premier League | 5      | 0    | 0             | 0             | 1            | 0            | —               | —               | 6      | 0      |
| Celkem                           | Celkem  | Celkem         | 281    | 54   | 13            | 7             | 13           | 2            | 1               | 0               | 308    | 63     |

### Reprezentační
K 7. září 2021
| Norsko | Norsko | Norsko |
| Rok    | Zápasy | Góly   |
| ------ | ------ | ------ |
| 2012   | 4      | 1      |
| 2013   | 5      | 1      |
| 2014   | 6      | 2      |
| 2015   | 4      | 0      |
| 2016   | 8      | 3      |
| 2017   | 4      | 3      |
| 2018   | 6      | 2      |
| 2019   | 9      | 5      |
| 2020   | 5      | 0      |
| 2021   | 5      | 0      |
| Celkem | 56     | 17     |

#### Reprezentační góly
K 7. září 2021. Skóre a výsledky Norska jsou vždy zapisovány jako první
| Gól | Datum              | Místo                                       | Soupeř      | Skóre | Výsledek | Soutěž                                 |
| --- | ------------------ | ------------------------------------------- | ----------- | ----- | -------- | -------------------------------------- |
| 1.  | 16. října 2012     | Antonis Papadopoulos Stadium, Larnaka, Kypr | Kypr        | 3:1   | 3:1      | Kvalifikace na Mistrovství světa 2014  |
| 2.  | 6. září 2013       | Ullevaal Stadion, Oslo, Norsko              | Kypr        | 2:0   | 2:0      | Kvalifikace na Mistrovství světa 2014  |
| 3.  | 10. října 2014     | Národní stadion Ta' Qali, Mdina, Malta      | Malta       | 2:0   | 3:0      | Kvalifikace na Mistrovství Evropy 2016 |
| 4.  | 10. října 2014     | Národní stadion Ta' Qali, Mdina, Malta      | Malta       | 3:0   | 3:0      | Kvalifikace na Mistrovství Evropy 2016 |
| 5.  | 5. června 2016     | Stadion krále Baudouina, Brusel, Belgie     | Belgie      | 1:1   | 2:3      | Přátelský zápas                        |
| 6.  | 11. října 2016     | Ullevaal Stadion, Oslo, Norsko              | San Marino  | 4:1   | 4:1      | Kvalifikace na Mistrovství světa 2018  |
| 7.  | 11. listopadu 2016 | Sinobo Stadium, Praha, Česko                | Česko       | 1:2   | 1:2      | Kvalifikace na Mistrovství světa 2018  |
| 8.  | 1. září 2017       | Ullevaal Stadion, Oslo, Norsko              | Ázerbájdžán | 1:0   | 2:0      | Kvalifikace na Mistrovství světa 2018  |
| 9.  | 5. října 2017      | San Marino Stadium, Serravalle, San Marino  | San Marino  | 2:0   | 8:0      | Kvalifikace na Mistrovství světa 2018  |
| 10. | 5. října 2017      | San Marino Stadium, Serravalle, San Marino  | San Marino  | 3:0   | 8:0      | Kvalifikace na Mistrovství světa 2018  |
| 11. | 2. června 2018     | Laugardalsvöllur, Reykjavík, Island         | Island      | 2:2   | 3:2      | Přátelský zápas                        |
| 12. | 6. června 2018     | Ullevaal Stadion, Oslo, Norsko              | Panama      | 1:0   | 1:0      | Přátelský zápas                        |
| 13. | 23. března 2019    | Mestalla, Valencie, Španělsko               | Španělsko   | 1:1   | 1:2      | Kvalifikace na Mistrovství Evropy 2020 |
| 14. | 26. března 2019    | Ullevaal Stadion, Oslo, Norsko              | Švédsko     | 2:0   | 3:3      | Kvalifikace na Mistrovství Evropy 2020 |
| 15. | 5. září 2019       | Ullevaal Stadion, Oslo, Norsko              | Malta       | 2:0   | 2:0      | Kvalifikace na Mistrovství Evropy 2020 |
| 16. | 12. října 2019     | Ullevaal Stadion, Oslo, Norsko              | Španělsko   | 1:1   | 1:1      | Kvalifikace na Mistrovství Evropy 2020 |
| 17. | 18. listopadu 2019 | Národní stadion Ta' Qali, Mdina, Malta      | Malta       | 1:0   | 2:1      | Kvalifikace na Mistrovství Evropy 2020 |

## Ocenění

### Individuální
- Gullballen: 2017[18]